# Jason Blair
Jason William Blair (nacido el 25 de junio de 1979 en Arizona) es un jugador de baloncesto profesional estadounidense que milita en el equipo Palma Air Europa de la LEB Oro española.

## Trayectoria deportiva
Jason William Blair nació en Phoenix (Arizona) y llegó a España en la temporada 2004/05 para jugar en el Alcudia Aracena (LEB2) y conseguir el ascenso a LEB1 precisamente enfrentándose al Autocid. La temporada siguiente fichó por el equipo gallego del Orense (LEB2) y volvió a cruzarse en el camino del equipo burgalés esta vez en las semifinales, aunque esta vez fue el Autocid consiguió el ascenso a LEB1 derrotando a los orensanos por un contundente 3-0.
En la temporada 06/07 Jason Blair recaló en el Grupotel Muro (LEB2) siendo caso toda la temporada MVP de la competición. Un año más tarde siguió su periplo en tierras extremeñas con el Plasencia Galco (LEB2), donde tuvo de entrenador a Ñete Bohigas en el tramo final de la temporada. El entrenador extremeño ha hablado siempre maravillas del ala-pívot tanto por su forma de trabajar en los entrenamientos como en los partidos.
La temporada 2008/09 llegó a Mallorca para jugar por vez primera en LEB1 y no defraudó: 3º en valoración, 6º en faltas recibidas,11º en anotación y 8º en rebotes. Sus promedios de puntos y rebotes también muy destacados: 14.9 y 6.7 respectivamente.
La siguiente temporada con el Autocid Ford Burgos de LEB Oro consiguió ser finalista por el ascenso a ACB, en el que consiguió en un total de 47 partidos (34 de liga regular y 13 de play off, el Ford Burgos perdió el ascenso a la ACB en el último partido en la cancha del Menorca) una media de 21 minutos de juego, con 7 puntos por encuentro, 54% en tiros de 2 , 11,5% en tiros de 3, 77,4% en tiros libres y 5,7 rebotes. Tras esta campaña firma por el Grupo Iruña Navarra.
En enero de 2013, ficha por el Palma Air Europa de la LEB Plata, tras una experiencia en Uruguay y Argentina.